# María Cristina Mena
María Cristina Mena, más tarde María Cristina Chambers (3 de abril de 1893 - 3 de agosto de 1965), fue una escritora mexicana que escribió en, desde y sobre Estados Unidos. Su obra comprende once cuentos, cinco libros infantiles y un artículo de no ficción. Es más conocida por sus cuentos, publicados en The Century Magazine y American Magazine de 1913 a 1916. Con el renovado interés en la historia por la literatura mexicoamericana y la publicación de todos sus cuentos cortos en The Collected Stories of María Cristina Mena (Arte Público Press), su obra ahora está recibiendo mayor consideración.

## Biografía
María Cristina Mena nació en la Ciudad de México a finales del siglo XIX, durante el régimen del presidente Porfirio Díaz. Estudió la primaria en un internado inglés donde aprendió a hablar español, inglés, francés e italiano. Más tarde, Mena aprendió braille y desarrolló una amplia variedad de obras en este lenguaje, incluida su propia literatura infantil, como parte de su trabajo de defensa de los débiles visuales Hija de una familia poderosa política y socialmente, fue enviada a Nueva York en 1907 para escapar de las tensiones políticas que desembocarían en la Revolución Mexicana. Seis años después, Mena publicó sus primeros cuentos en The Century Magazine y American Magazine . Continuó escribiendo en dichas revistas hasta 1916, cuando se casó con el dramaturgo y periodista Henry Kellet Chambers. Mena no produjo ningún escrito entre 1916 y 1942, a excepción de su correspondencia con DH Lawrence, publicada póstumamente. En 1942 Mena publicó el primero de cinco libros para niños bajo su nombre de casada, María Cristina Chambers, el último de los cuales se publicó en 1953. Su última publicación en The Texas Quarterly, “Tardes en Italia con DH Lawrence”, se imprimió el año previo a su muerte a la edad de setenta y dos. 

## Revista Century
Al publicar en The Century Magazine, una de las principales y más prestigiosas revistas de la época, Mena atrajo a un público estadounidense predominantemente blanco de clase media y alta. A principio del siglo XX, la inmigración a Estados Unidos iba en aumento y los lectores eruditos de la revista exigían la representación de una identidad nacional distintiva. Los editores de Century respondieron publicando ficción que fomentaba la xenofobia y la homogeneidad nacional, o lo que denominaban una "cualidad común". Los artículos de Century promovían una visión exótica y degradante de las culturas extranjeras centrándose en estereotipos negativos; las fotografías e ilustraciones otorgaban una aparente autenticidad a estas representaciones. La idea de que Mena apoyaba la perspectiva de Century queda refutada por el comentario social velado de sus cuentos, y más explícitamente, en sus cartas a los editores, en las que lucha por incluir elementos auténticos de la tradición mexicana en su obra. 

## Recepción crítica
Los biógrafos de Mena, Amy Doherty y Luis Leal, difieren en cómo retratarla y analizar su obra. Mientras que Doherty enfatiza el éxito de Mena como escritora mexicana publicada en periódicos anglos dirigidos al público blanco, Leal enfatiza las controversias en su técnica de representar a los mexicanos. Doherty considera a Mena como “intérprete y crítica”, y afirma que su literatura fue capaz de saciar la fascinación de Estados Unidos por los mexicanos. Enumera los cuentos de Mena, nombra la revista en la que aparece cada obra y proporciona un breve resumen de sus temas predominantes. Esta lista abona a la idea de que Mena fue una escritora muy prolífica.
La descripción de Leal sobre Mena desafía esta noción. Leal señala que debido a que Mena usó su nombre de casada, Chambers, fue pasada por alto como escritora chicana hasta que escritores como Raymund Paredes descubrieron sus historias. Paredes criticó la visión condescendiente de Mena hacia los indígenas de México. Se refiere a Mena como una «narradora talentosa cuya sensibilidad, lamentablemente, tendía al sentimentalismo y al preciosismo». Leal interpreta el comentario de Paredes como que el decoro de Mena al retratar la difícil situación de los indígenas hacía que su obra tuviera una actitud «trivial y condescendiente» hacia ellos. En consecuencia, argumentó Leal, su trabajo carecía de la fuerza necesaria contra la clase dominante de México. La presentación que hace Leal de Mena limita su éxito a sus numerosas publicaciones en un mercado competitivo y destaca sus deficiencias en su intento de corregir la tergiversación de los indios en la ficción que circula en los EE. UU. 

## Temas principales

### Estereotipos
En sus historias, Mena reproduce algunos estereotipos tanto de los indios mexicanos, como de los mexicanos blancos y turistas estadounidenses por igual. Le tocó escribir en una época en la que la gente “recelaba de la era de las máquinas en la que muchos creían que se estaba adentrando Estados Unidos”, de modo que “los comentaristas se centraban cada vez más en los indios de ambos lados de la frontera como antídoto contra el impulso desalmado de la modernidad”. Según Yolanda Padilla, “los cuentos de Mena a menudo atribuyen a los indígenas una cualidad pintoresca, serena y sabia que refleja tales sentimientos”. Mena describe con frecuencia a los mexicanos locales como niños o animales inmaduros. Por ejemplo, en “Juan de Dios”, Dolores es representada como una “esposa que es una ardilla parlanchina”. Mena evoca la noción del buen salvaje al describir la voz de Petra “con toda su ternura con un dejo de rudeza bárbara”, o al revelar los pensamientos de Miss Young sobre sus anfitriones mexicanos como “un pueblo más cálido y salvaje, con gestos galantes y sonrisas lánguidas” en “El dorado juego de vanidad”. 
Aunque los críticos generalmente descartan a Mena como una escritora “localista” de personajes “serviciales”, Mena deconstruye estos estereotipos y los utiliza para criticar a sus defensores. En “El dorado juego de vanidad”, don Ramón dice de los indígenas: “Empleamos el diminutivo porque los amamos”. Como explica T. Arab, “la tergiversación que hace don Ramón del indio continúa con una serie de generalizaciones étnicas que subrayan el estereotipo que las clases altas estadounidenses y mexicanas tienen de los pueblos indígenas como incivilizados, emocionales, irracionales e infantiles”. De manera similar, en “La educación de Popo”, Alicia Cherry juzga el estilo de vida mexicano a escala estadounidense: “El coqueteo veraniego de nuestra tierra feliz simplemente no se puede aclimatar al sur del Río Grande. Esta gente carece de la necesaria serenidad mental…”.  Arab comenta sobre el “énfasis que Mena pone en la actitud turística de Alicia, así como en su interés por el consumo” y explica que “Al final de la historia, Mena logra mostrar la miopía cultural de sus personajes blancos al permitirles expresar su propia importancia étnica". La frivolidad y el carácter condescendiente de Alicia y don Ramón disminuyen la autoridad detrás de su visión estereotipada de los nativos mexicanos.
A pesar de referencias como la de Miss Cherry a la “atmósfera pintoresca” de México en “La educación de Popo”, el elenco de personajes de Mena evita explícitamente ser confinados a este marco estereotipado. Popo no encaja en la concepción de Alicia Cherry de un “coqueteo de verano” y finalmente se niega a ser incriminado por los labios de Alicia, ya sea por las palabras engañosas que emanan de ellos o por un beso real. Más evidentemente, Petra en “El dorado juego de vanidad” se rebela contra el deseo de Miss Young de mercantilizar su “pintoresquismo” al negarse a ser fotografiada, y la Señorita en “La hoja de parra” borra su rostro en la estimada pintura que literalmente pondría su figura en un marco. Incluso dentro de la pintura, las manchas del rostro crean un “frotamiento tosco que en algunos lugares se ha superpuesto al marco justamente pintado del espejo”. Margaret Toth explica: «Mena desestabiliza implícitamente el estatus de la imagen como portadora de verdad. Es decir, expone las imágenes (incluida la fotografía, que suele tener un valor de verdad objetivo) como manipulables, sesgadas y, por lo tanto, sospechosas».  Así como los marcos no pueden contener a los personajes, los estereotipos en última instancia tampoco logran describir a las personas reales.
Mena no confía en que las imágenes representen fielmente (sobre todo al tratarse de un grupo de personas) y hay evidencia de su desagrado en muchas de sus obras, como en “La hoja de parra”, donde denuncia sutilmente la visión y el arte cuando se usan para describir o representar el cuerpo de una mujer. Más aún, este artículo sostiene que Mena no “confía” en que el arte y las imágenes sean representaciones veraces de la realidad y Toth logra describir su posición sin estar completamente sesgada hacia sus propias opiniones. Esta fuente puede ayudar a profundizar para responder más preguntas sobre cómo Mena comparte estas ideas a través de sus personajes y hasta dónde llega su postura contra el imperialismo. 
Mena también utiliza estereotipos para criticar el imperialismo extranjero, concretamente en la forma del capitalismo. El narrador de “El dorado juego de vanidad” afirma que “los negocios en la mente mexicana están dominados por el sentimiento”, sugiriendo que la disposición de todos los mexicanos se opone al desapasionamiento del capitalismo. La descripción de la señorita Young y su grupo de turistas refuerza esta implicación: cuando llegan a la posada y les dicen cortésmente: «La casa es suya», la entrada escandalosamente grosera de la señorita Young es literalmente una «invasión». «La población nativa es literalmente expulsada de su lugar y obligada a habitar la periferia, mientras que los viajeros privilegiados ocupan sin miramientos los espacios vacíos». Mena también apoya la preservación de la cultura mexicana frente a la invasión extranjera en “Juan de Dios, Aguador”, que yuxtapone al Juan mexicano por excelencia con su hermano capitalista Tiburcio. John rechaza el sistema de plomería estadounidense y se niega a participar en la competencia para ganarse el afecto de Dolores. Por el contrario, Tiburcio sacrifica su cuerpo para trabajar las bombas americanas y tomar “las piezas de plata que había ganado con el sudor de su cuerpo”. La observación de que “la capital era el lugar para él” se refiere a la “capital” como centro del comercio y del dinero real. John, cuyo nombre bíblico le otorga inmediatamente la superioridad moral, se opone al espíritu del capitalismo “que provocará la destrucción de las formas de vida tradicionales de la comunidad indígena y, en última instancia, condenará a esta comunidad a la obsolescencia cultural”. En “La educación de Popo”, Alicia Cherry encarna esta fuerza destructiva cuando “[monopoliza] al único miembro de este hogar con quien es posible comunicarse”. Su cabello teñido y el acaparamiento de los afectos de Popo representan el consumismo estadounidense y “se presentan como formas cuestionables de colonialismo cultural de los Estados Unidos”. 

### Belleza y cirugía plástica
El tema de la belleza está presente en los cuentos de Mena, especialmente en sus primeras obras. Esto refleja la creciente popularidad de la cirugía plástica en las Américas durante la década de 1910.  La cirugía de párpados había sido anunciada ya en 1884 en Buenos Aires y Río de Janeiro; en 1891 en La Habana; mientras que en 1898, Jacques Joseph modificó quirúrgicamente narices en Berlín.  Mena hace uso de los nuevos procedimientos importados de Estados Unidos en sus relatos.
Por ejemplo, en “Matrimonio por milagro” Ernestina recurre a la cirugía plástica para eliminar arrugas e imperfecciones, y modificar su nariz y ojos, para que su hermana menor pueda casarse. Para las hermanas Ramos, la belleza es esencial para su “supervivencia económica”. De hecho, Schuller sostiene que “la belleza y el nacimiento de sus hijas de clase alta son el principal capital social de doña Rosalía”. La belleza de Clarita la ayuda a encontrar un pretendiente rico, mientras que la “fealdad” de Ernestina le impide casarse. Clarita insta a su hermana a arrugar menos la frente para conseguir un marido, sugiriendo que Ernestina debe permanecer sin pasión y sacrificar sus emociones por la belleza. De hecho, Ernestina se horroriza al descubrir que ya no puede sonreír después del procedimiento, incluso después de que el médico le asegurara que se trataba del estilo inglés. Sin embargo, Ernestina no permanece “sin pasión” y persigue la religión con celo. Ella no se casa, evitando la esfera doméstica mientras utiliza su recién descubierta belleza para su beneficio espiritual. Su transformación física también puede verse como una crítica a la “vieja élite” de México, a la que pertenece su familia. La familia Ramos “lucha por manipular la apariencia para su propio beneficio social”, hasta el punto de tener sirvientes que llevan platos tapados que solo contienen una escasa comida debajo. El “elaborado engaño físico” de Ernestina puede verse como el máximo intento de mantener las apariencias.  Sin embargo, este deseo de mantener un sentido de superioridad puede ser visto como ridículo (como en los platos) y también como perjudicial para el individuo (Ernestina no puede sonreír después de su operación).
De manera similar, otros personajes de las historias de Mena utilizan técnicas quirúrgicas para preservar su identidad. En “La hoja de parra”, la marquesa se quita una marca de nacimiento que parece una hoja de parra para, al parecer, salirse con la suya tras un asesinato. Irónicamente, el médico describe la “mancha” como hermosa. Amy Doherty afirma que la marquesa se quita la marca para proteger su individualidad, es decir, “toma el control de quienes intentan convertirla… en un sujeto femenino y mexicano”. Ella no permite que su rostro se refleje en un espejo en el retrato, ni tampoco permite que el médico o su marido descubran su identidad, impidiéndoles poseerla plenamente. Las diferentes interpretaciones de la historia (la marquesa mató al pintor y su marido lo sabe, su marido no lo sabe o su marido mató al pintor) impiden incluso al lector comprenderla plenamente. Los modos de rebelión representados por los personajes femeninos de Mena revelan “los cambios en los roles de género durante la Revolución Mexicana”.  Ernestina escapa del ámbito doméstico a través de su belleza. En “El brujo y el general Bisco”, Carmelita es más directa y se rebela “contra los dictados sociales del matrimonio y la domesticidad” al huir con su amante y convertirse en una revolucionaria. Tula, en “Un hijo del trópico”, se rebela “fabricando bombas de dinamita con pomos de puertas”.  Como señala Schuller, las historias posteriores de Mena “hablan de mujeres revolucionarias que aprenden a usar bombas, en lugar de desear ser rubias”. 
Schuller analiza en detalle las historias de Mena: “El dorado juego de vanidad”, “La hoja de parra” y “Matrimonio por milagro”, a través de la lente de la influencia de los productos cosméticos y las cirugías en las protagonistas femeninas de las historias. El argumento central de este artículo es la afirmación de Schuller de que “la industria de la belleza funcionó como un pararrayos para el pensamiento racial”. Schuller identifica la materialización de la blancura como un producto del neocolonialismo en México durante la Era Progresista de los Estados Unidos (c. 1890-finales de la década de 1920). Este artículo proporciona información sobre el nacimiento de la cirugía estética y destaca muchos de los hitos de la industria, como el primer programa de capacitación y la primera unidad de cirugía plástica establecida en México en 1944. Schuller vincula la larga historia de México con la cirugía cosmética con las historias de Mena a través de un análisis de estas historias sobre la belleza, que parecen tratarla como un indicador fundamental de riqueza racial, y explora cómo los personajes femeninos se apropian de la industria de la belleza estadounidense en sus propios términos, ejemplificando la resistencia mexicana a la modernización liderada por Estados Unidos. El hilo del neocolonialismo permea la extensión del artículo; Schuller lo aborda como un detrimento para la sociedad mexicana, debido a que la influencia de Estados Unidos dominó e intentó borrar la identidad mexicana y reemplazarla con los mismos rostros blancos del Norte, mientras los cirujanos plásticos estadounidenses en México distribuían la blancura como una mercancía a aquellos lo suficientemente ricos para participar.

### Mujeres y romance
Mena utiliza con frecuencia el romance como una herramienta mediante la cual sus personajes femeninos afirman su poder de una manera claramente femenina. En su cuento “El brujo y el general Bisco”, por ejemplo, Carmelita se rebela contra el matrimonio, una acción que según algunos críticos “representa el papel cada vez más activo de las mujeres de diversas clases en la Revolución Mexicana”.  Carmelita enuncia un tema común en la obra de Mena: que las mujeres alcanzan el poder a través del amor, describiéndose a sí misma como “pequeña y débil como me ves, sin otro poder que el amor”.  De hecho, los críticos han descrito a Mena como alguien que utiliza las acciones de las mujeres para enmarcar su perspectiva sobre la relación entre Estados Unidos y México. A medida que se vuelven más rebeldes y desafían las normas y costumbres sociales, los personajes femeninos proporcionan un medio para que Mena critique la estructura de clases mexicana, así como las relaciones fronterizas entre Estados Unidos y México. El ejemplo más explícito lo encontramos en la obra de Mena “Las emociones de María Concepción”, donde el personaje principal se enamora de un matador español, estableciendo progresivamente distancia entre ella y el control de su padre. Finalmente, se rebela contra la idea de que debería dedicarse por completo a la casa y cuidar de su padre cuando este envejezca. Este cambio comienza sutilmente —«¿Qué sentimiento fue este que llenó de alegría a María Concepción y enfrió el sacrificio de su corazón?»— y culmina con su confesión de que ella y su hermano irán en contra de los deseos de su padre y asistirán a la corrida de toros. Haciendo eco de muchas de las historias de Mena, el poder del personaje para rebelarse coincide con su capacidad para enamorarse del matador.
En “Las emociones de María Concepción” Mena también examina cuestiones de malentendidos culturales en el contexto del romance. Critica la concepción estadounidense de los latinos como amantes impetuosos: «Amaba sin la menor esperanza de tocar jamás la mano de su amado; y la idea del contacto con sus labios la habría perturbado con una sensación de pasión profanada: una pasión todopoderosa, pero también delicada, inmaterial y remota comparada con la que el Norte, con demasiada confianza, presume de leer en los ojos ardientes del Sur», un tema que también se refleja en el cuento «La educación de Popo», donde Alicia Cherry menciona que «El coqueteo veraniego de nuestra tierra feliz simplemente no puede aclimatarse al sur del Río Grande. Estas personas carecen de la necesaria imperturbabilidad mental, lo que puede ser una buena razón por la que no se les permite tomarse de la mano antes de la ceremonia matrimonial». Mena critica las nociones convencionales que sus lectores estadounidenses puedan tener sobre el aspecto romántico de la cultura mexicana al parodiar a las personas que las tienen.
Mena presenta a las mujeres mexicanas como un nuevo ideal femenino en la Era Progresista en los Estados Unidos. Articula las interacciones de las mujeres mexicanas con los ideales estadounidenses mediante el uso de la “doble voz”. En su cuento “El dorado juego de vanidad”, la admiración de la protagonista por la belleza de la turista estadounidense se encuentra con ¨la insensibilidad cultural y superficialidad de esta nueva mujer norteamericana". El conjunto de belleza representa el ideal social estadounidense de la blancura como superior y, por lo tanto, las mujeres de color (específicamente de ascendencia mexicana) son inferiores, “presentadas como una forma cuestionable de colonialismo cultural de los Estados Unidos”. A través de un uso inteligente del lenguaje, la ironía y la sátira en la voz del narrador en sus historias, Mena se opone al ideal de superioridad de las mujeres blancas. El libro también analiza el cuento “Juan de Dios, el Aguador” y cómo a través del personaje de Dolores, Mena problematiza la subyugación de la mujer en la sociedad patriarcal de México.

### Idioma
Los críticos han señalado que en muchos de los cuentos de Mena, ella “emuló el sabor del español al reproducir en inglés sus cualidades sintácticas e idiomáticas”. En el cuento “El nacimiento del dios de la guerra”, el narrador utiliza al principio y al final del relato una versión elevada del inglés, con una estructura verbosa y formal, obligando al lector (estadounidense blanco) a identificarse con el narrador como parte de su cultura.
Cuando la narradora describe la antigua leyenda azteca contada por su abuela, el lenguaje cambia a un estilo más español, con verbos al inicio de la oración, como "Llegó el otoño, y las tardes se pintaron de ricos rojos".  Mena también inserta frases en español en esta historia, explicando a través de la voz del narrador que “traduzco la construcción literalmente porque parece llevar más del perfume que venía con esas frases cuando las escuché junto a la fuente de azulejos azules”.  Si bien la inserción de frases y estructuras de oraciones en español, en contraste con la versión avanzada del inglés que enmarca la historia, crea una atmósfera local única, algunos críticos han dicho que esta yuxtaposición es la manera de Mena de “[c]onfrontar las dificultades de mediar entre dos culturas”.  De hecho, Mena, a través de la voz del narrador, sugiere no haber quedado satisfecha con la traducción resultante: “Las imágenes sonoras de esas frases bien recordadas pierden mucho en mi intento de traducirlas a un inglés sobrio”.  Al asegurar que la historia de Huitzilopochtili está enmarcada en el contexto de cómo se cuenta, Mena resalta las diferencias entre la cultura del lector objetivo y la extranjería de México.
Mena demuestra un firme dominio del dialecto que se extiende más allá de la simple estructura de las oraciones. En “La educación de Popo”, por ejemplo, le da a Alicia Cherry, una chica estadounidense rubia, un vernáculo casi cómicamente blanco: “Me puse a bailar rag-time en mi mejor estilo tra-la-la”.  De esta manera, Mena utiliza el lenguaje para caracterizar sus creaciones y hacerlas accesibles, o instantáneamente legibles, como un tipo cultural, para su lector. A veces, esta accesibilidad raya en lo estereotipado, ya que Mena también tiende a dotar a sus personajes nativos americanos de un habla lenta y pesada, como se evidencia en su cuento “John of God, the Water-Carrier”, donde “las narraciones polifónicas de Mena también significan estatus de clase: como en el inglés simple, formal y sincero de John”.  Sin embargo, los críticos han sugerido que Mena emplea un fenómeno llamado "doble voz" o el uso de la ironía dramática para exponer la insuficiencia de las nociones estereotipadas sobre los mexicanos que se pueden encontrar en su obra.  La doble voz, según la definición de Mijaíl Bajtín, se da cuando «el autor exagera, ahora fuertemente, ahora débilmente, uno u otro aspecto del “lenguaje común”, a veces exponiendo abruptamente su inadecuación a su objeto y a veces, por el contrario». 

## Recursos bibliográficos
https://faculty.ucmerced.edu/mmartin-rodriguez/index_files/vhChambersMaria.htm